# Pandarus brevicaudis
Pandarus brevicaudis is een eenoogkreeftjessoort uit de familie van de Pandaridae. De wetenschappelijke naam van de soort is voor het eerst geldig gepubliceerd in 1852 door Dana.